# Po Saktiraydapatih
Po Saktiraydapatih (?-1727), sử nhà Việt gọi là Bà Tử (婆子) hay Kế Bà Tử (繼婆子), là vua của tiểu quốc Panduranga (Champa) từ năm 1695 đến năm 1727.
Ông là em trai của Po Saot, từ năm 1697 chúa Nguyễn tấn phong làm Thuận Thành trấn vương.